# Potamotrygon constellata
Potamotrygon constellata är en rockeart som först beskrevs av Vaillant 1880.  Potamotrygon constellata ingår i släktet Potamotrygon och familjen Potamotrygonidae. IUCN kategoriserar arten globalt som otillräckligt studerad. Inga underarter finns listade i Catalogue of Life.